# Руслан Пименов
Руслан Пименов е бивш руски футболист. Най-популярен като футболист на Локомотив (Москва). Дъщеря му Кристина е известен модел.

## Кариера
Пименов е юноша на Торпедо (Москва), но в професионалния футбол дебютира с екипа на Локомотив (Москва) през 1999 г. Записва 4 мача и 1 попадение в дебютния си сезон. Заедно с Марат Измайлов, Пименов е считан за един от най-ярките таланти на „железничарите“ по това време. Въпреки силните си изяви, проблем са честите контузии, които му попречват да разкрие напълно потенциала си. През 2002 г. Руслан дебютира за националния отбор на Русия в контрола срещу Беларус. Той е част от отбора на Световното първенство в Япония и Република Корея. Същата година става и шампион на страната, отбелязвайки 7 гола в 18 мача от първенството. След великолепния сезон, отново контузии пречат на Руслан да е пълноценен за отбора си и той губи титулярното си място от Динияр Билялетдинов.
В началото на 2005 г. е даден под наем във френския Мец. Там Пименов изиграва едва 3 мача, появявайки се за пръв път на терена в 34 кръг от първенството. След края на сезон 2004/05 ръководството на французите водят 2 месеца преговори с Локомотив за удължаване на наема. Междувременно Руслан се води в първия състав на „железничарите“, но играе само за дублиращия отбор. През 2005 г. изиграва само една среща за Локо – влиза като резерва в дербито със Спартак, спечелено с 2 – 1. Това се оказва и последния мач на Руслан с екипа на „червено-зелените“.
На 31 август 2005 г. Руслан е отстранен от отбора. След загубата от Кубан Краснодар по време на полета към Москва от целия отбор на Локомотив единствено Пименов бил в добро настроение. Това подразнило президента на клуба Валерий Филатов, който лично поставя играча в трансферната листа. Крилото доиграва сезона в Алания Владикавказ, но за 6 мача не успява да отбележи нито едно попадение. През 2006 се завръща в Мец. Вторият му период във Франция също е безуспешен, а лекарите му откриват проблем със сърцето, поради което изиграва едва 7 мача.
До края на контракта си с Локомотив поддържа форма в дублиращия отбор, а през 2007 г. подписва с Динамо Москва. В новия клуб нещата потръгват добре за Руслан и той записва 23 мача и 5 попадения. В края на сезона Динамо завършва на 6 позиция. През 2008 Пименов получава травма на коляното и пропуска целия сезон. Междувременно „синьо-белите“ привличат в редиците си Александър Кержаков и Цветан Генков. Когато Руслан се възстановява от травмата си, треньорът Андрей Кобелев обявява, че няма да разчита на него, и го отстранява от първия отбор. Контрактът на Руслан изтича на 31 декември 2009 г.
През 2010 г. играе за кратко в Динамо Минск и записва 4 срещи. Скоро клубът разтрогва договора му и Пименов приключва с футбола на 29 години.